# Va chạm đàn hồi

Chừng nào bức xạ vật đen (không hiển thị) không thoát khỏi một hệ thống, các nguyên tử trong kích động nhiệt trải qua các va chạm đàn hồi cơ bản. Trung bình, hai nguyên tử bật lại với nhau có cùng động năng như trước khi va chạm. Năm nguyên tử được tô màu đỏ để đường đi của chúng dễ nhìn hơn.

Va chạm đàn hồi là va chạm giữa hai vật thể trong đó tổng động năng của hai vật thể là không đổi. Trong một va chạm lý tưởng, hoàn toàn đàn hồi, không có sự biến đổi của động năng thành các dạng khác như nhiệt, âm thanh hay thế năng.
Trong quá trình va chạm của các vật thể nhỏ, động năng trước tiên được chuyển đổi thành thế năng liên quan đến lực đẩy giữa các hạt (khi các hạt chuyển động chống lại lực này, tức là góc giữa lực và vận tốc tương đối là góc tù), sau đó năng lượng tiềm năng này được chuyển đổi trở lại động năng (khi các hạt chuyển động với lực này, tức là góc giữa lực và vận tốc tương đối là góc nhọn).
Sự va chạm của các nguyên tử có tính đàn hồi, ví dụ như tán xạ ngược của Rutherford.
Các phân tử—khác biệt với các nguyên tử—khí hoặc chất lỏng hiếm khi gặp va chạm hoàn toàn đàn hồi vì động năng được trao đổi giữa chuyển động tịnh tiến của phân tử và mức độ tự do bên trong của chúng với mỗi va chạm. Bất cứ lúc nào, một nửa các va chạm, ở một mức độ khác nhau, các va chạm không đàn hồi (cặp đôi có ít động năng trong các chuyển động tịnh tiến của chúng sau va chạm so với trước va chạm), và một nửa có thể được mô tả là "siêu đàn hồi" (sở hữu nhiều động năng hơn sau va chạm hơn trước). Tính trung bình trên toàn bộ mẫu, các va chạm phân tử có thể được coi là cơ bản có tính đàn hồi miễn là định luật Planck cấm các photon vật thể đen lấy đi năng lượng từ hệ thống.
Trong trường hợp vật thể vĩ mô, va chạm hoàn toàn đàn hồi một cách lý tưởng không bao giờ thực sự xảy ra, nhưng gần đúng bởi sự tương tác của các vật thể như quả bóng bi-a.
Khi xem xét về năng lượng, năng lượng quay có thể trước và/hoặc sau va chạm cũng có thể đóng một vai trò.